# Baron Keynes
Baron Keynes, fullständigt Baron Keynes av Tilton i grevskapet Sussex, var en brittisk adelstitel med barons värdighet. Första och enda innehavaren av titeln var nationalekonomen John Maynard Keynes som upphöjdes av kung Georg VI den 7 juli 1942. Eftersom Keynes ej fick någon son utgick titeln med honom vid hans död 1946.

## Lista över baroner Keynes
| Namn                                  | Porträtt | Period                      | Gemål                              |
| ------------------------------------- | -------- | --------------------------- | ---------------------------------- |
| John Maynard Keynes, 1:e baron Keynes |          | 7 juli 1942 – 21 april 1946 | Lidija Lopuchova, baronessa Keynes |